# Amanda Alarie
Pour les articles homonymes, voir Alarie.
Amanda Alarie (née le 20 novembre 1889 à Saint-Pierre-de-Sorel - morte le 19 décembre 1965 à Montréal), née Tarsille Amanda Aurélie Plante, épouse de Sylva Alarie, maître de chapelle et chef d’orchestre adjoint de la Société canadienne d'opérette et mère de Pierrette Alarie, soprano de carrière. Elle fut chanteuse lyrique, artiste de vaudeville et comédienne canadienne.  Elle était la fille d'Octave Plante, journalier, et de Philomène Latraverse.

## Biographie
Dans les années 1920, elle étudie le chant auprès d’Arthur Laurendeau (professeur au Conservatoire national et à la Schola cantorum) et Jeanne Maubourg.
Avec sa voix de soprano, elle met peu de temps à se faire remarquer à la Société canadienne d'opérette et aux Variétés lyriques de Montréal. Mais suivant le conseil de Jeanne Maubourg, elle accepte finalement de se lancer à la radio à titre de comédienne.
En 1937, elle est une des vedettes de l’émission La Veillée du samedi soir à CKAC, une radio de Montréal, comme chanteuse lyrique. Elle participe à la revue musicale Fridolinons et aux Fridolinades que Gratien Gélinas écrit et met en scène entre 1938 et 1946 et qui font à la fois appel à ses aptitudes de chanteuse et de comédienne. Par ailleurs au cours des années 1930, 1940 et 1950, elle prête sa voix et son talent de comédienne à de nombreux personnages de feuilletons radiophoniques  populaires dont Un homme et son péché.
De 1942 à 1946 on la retrouve parallèlement au théâtre dans Les Paysanneries, en compagnie d’Hector Charland, Albert Duquesne, Estelle Mauffette, Juliette Huot et Fred Barry. Les Paysanneries étaient une adaptation scénique de Claude-Henri Grignon de son roman Un homme et son péché, qu’il venait de remanier pour la radio. Il écrivit cette adaptation théâtrale, à la suite du succès phénoménal de l’émission radiophonique. La distribution de l’émission avait simplement fait le saut à la scène. Le public put ainsi mettre un visage sur les personnages du radioroman.
Au cinéma, elle incarne Mme Chouinard dans Le Gros Bill, un film de Jean-Yves Bigras et René Delacroix paru en 1949. En 1953 elle est de la distribution de Tit-Coq, une coproduction franco-canadienne signée René Delacroix et Gratien Gélinas, dans le rôle de la mère Désilets.
À la télévision, après avoir joué la mère Plouffe de 1953 à 1959 dans la série télévisée La Famille Plouffe, tirée du roman de Roger Lemelin Les Plouffe, on la retrouve reprenant son personnage de Joséphine Plouffe dans deux autres téléromans de l’univers de Lemelin : En haut de la pente douce, entre 1959 et 1961, puis Le Petit monde du père Gédéon, en 1962.
Amanda Alarie est décédée en 1965 à l’âge de 76 ans.

## Filmographie
- 1945 : Fridolinons
- 1949 : Le Gros Bill ...Mme Chouinard
- 1953 - 1959 : La Famille Plouffe (série télévisée)...Joséphine Plouffe (Maman)
- 1953 : Tit Coq ...La mère Desilets
- 1959 - 1961 : En haut de la pente douce (série télévisée)...Joséphine Plouffe
- 1962 - 1963 : Le Petit monde du père Gédéon (série télévisée)... Joséphine Plouffe